# Patricia Locke
Patricia A. Locke, também conhecida como Tawacin WasteWin (Reserva Indígena Fort Hall, 21 de janeiro de 1928 – 20 de outubro de 2001) foi uma educadora nativa americana, ativista e membro proeminente da Fé Bahá'í. Ela trabalhou em estreita colaboração com ativistas indígenas no apoio à Lei de Liberdade Religiosa dos Povos Indígenas Americanos. Depois de ingressar na Fé Bahá'í em 1988, foi eleita a primeira mulher nativa americana a servir na Assembleia Espiritual Nacional dos Bahá'ís dos Estados Unidos.
Em 1991, recebeu a bolsa MacArthur Fellow, representou a comunidade bahá'í nacional dos Estados Unidos em Pequim na Quarta Conferência Mundial sobre Mulheres e foi homenageada com o prêmio Those Who Make a Difference do Instituto de Língua Indígena em 2001, pouco antes de sua morte. Postumamente, foi introduzida no Hall da Fama da Mulher Nacional em 2006 e, em 2014, foi homenageada pela National Race Amity Conference com uma Medalha de Honra da Race Amity e o Google Cultural Institute a incluiu em sua lista Showcasing Great Women. Seu filho era um renomado dançarino de aro, flautista e contador de histórias Kevin Locke.

## Biografia

### Primeiros anos
Filha de John e Eva (Flying Earth) e registrada como Patricia Ann McGillis, nasceu em 21 de janeiro de 1928.  Ela foi criada na Reserva Indígena de Fort Hall (atual estado de Idaho) como povos Sioux de Hunkpapa, e descendente das tribos de Dacota e de Mississippi, este último ligado aos povos Ojíbuas de White Earth. Seu pai, de ascendência escocesa e Ojibway, trabalhou para o Gabinete de Assuntos Indígenas e se alistou durante a Primeira Guerra Mundial após apelar da rejeição do alistamento porque na época os indígenas não eram considerados cidadãos elegíveis para o serviço. Seu nome na língua lacota, Tȟawáčhiŋ Wašté Wíŋ, significa "Ela tem uma boa consciência, uma mulher compassiva."
Em 1935, Locke participou de uma demonstração da cultura Lacota em dança e narração de histórias em uma escola secundária local com seu pai e sua mãe. Locke se formou na Universidade da Califórnia em Los Angeles em 1951. Ela foi casada com Charles E. Locke de 1952 a 1975, e teve dois filhos, sendo um menino chamado Kevin Locke, e uma menina cujo nome é Winona Flying Earth. Locke deu lecionou na Universidade de Califórnia em Los Angeles, na Universidade Estadual de São Francisco, na Universidade Metodista do Alasca, na Universidade do Colorado em Boulder e na Universidade de Southern Maine, para citar algumas. Em 1969, ofereceu uma história oral que se encontra na Biblioteca do Congresso. No ano seguinte, ela afirmou que os indígenas precisam ser a prioridade na solução de seus problemas sociais. Patricia Locke acreditava que há uma diferença fundamental de valores entre os nativos americanos e a sociedade ocidental, e que os nativos americanos deveriam ter autonomia para resolver problemas entre si. Ela cuidou para que seu filho Kevin aprendesse sua herança e o enviou para o Instituto de Artes Indígenas Americanas para o ensino secundário. Kevin Locke se tornaria um renomado contador de histórias, flautista e dançarino de argola que criou a Fundação Patricia Locke em homenagem a sua mãe.

### Ativismo indígena
Em 1975, foi a oradora principal do Programa de Treinamento de Professores Nativos Americanos com o tópico "Educação Nativa Americana Baseada em Competências". Ela se manifestou contra os regulamentos do governo federal que afetavam os governos indígenas em 1978, apoiando a Lei de Liberdade Religiosa dos Indígenas Americanos, e foi nomeada para a Força-Tarefa do Ministério do Interior sobre Política de Educação Indígena em 1979.
Patricia Locke se manifestou contra as regulamentações do governo federal que afetavam os governos indígenas em 1978, apoiando a Lei de Liberdade Religiosa dos Indígenas Americanos, que levou ao estabelecimento da liberdade religiosa para grupos indígenas que anteriormente haviam sido eliminados. Logo depois, Patricia Locke foi nomeada para a Força-Tarefa do Ministério do Interior sobre Política Educacional Indiana em 1979. Patricia Locke também desempenhou um papel fundamental no estabelecimento de 17 diferentes colégios indígenas liderados e organizados exclusivamente por grupos indígenas na América do Norte. Ela ajudou na aprovação da Lei de Assistência à Faculdade Comunitária Tribalmente Controlada de 1978, que garantiu ajuda federal para faculdades comunitárias administradas tribalmente, desde que a maioria de seu corpo estudantil e comitê do conselho fossem indígenas. Essas faculdades forneciam acesso à educação universitária para os indígenas que desejavam permanecer conectados com seu povo e cultura. O Tribally Controlled Community College Assistance Act de 1978 também forneceu licenças para a construção de futuras faculdades comunitárias que seriam administradas exclusivamente por grupos nativos.
Patricia Locke foi uma forte defensora das revisões da Lei de Liberdade Religiosa dos Indígenas Americanos em 1994, que foi aprovada pelo presidente Bill Clinton. Essas revisões analisaram as deficiências da Lei de Liberdade Religiosa dos Indígenas Americanos e como remediar essas deficiências. O peiote, que é frequentemente usado em práticas rituais indígenas, foi considerado uma droga da Lista Um, o que significa que aqueles em posse de peiote violavam a lei. Esta emenda de 1994 garantiu que o peiote pudesse ser usado para fins rituais religiosos adequados.

### Fé Bahá'í
Em agosto de 1988, ela se juntou ao filho na expedição Trail of Light dos bahá'ís nativos americanos viajando para a América do Sul. A viagem de Locke, que durou de 13 de agosto a 5 de setembro, envolveu o encontro e a divulgação de ideias e ensinamentos bahá'ís no continente. Logo ela morou na Reserva Standing Rock e foi bahá'í nos últimos dez anos de sua vida. Durante seu tempo em Standing Rock, contribuiu com uma série de artigos para um jornal local descrevendo a vida Lacota, ideais e instâncias de sentimento de injustiça que o editor esperava que construíssem pontes de entendimento com a população não indígena da área. Em 1989, Locke entrevistou Jacqueline Left Hand Bull para o jornal sobre sua visão do relacionamento da Fé Bahá'í e da crença Lacota, especialmente em relação à Mulher Búfalo Branco - "Quando ela disse que voltaria, era uma promessa. Alguns de nós acreditam que a promessa foi cumprida." e Locke ficou particularmente impressionada com o fato de que, na experiência fundamental de Baháʼu'lláh, houve uma visão de "uma mulher (...) vestida de branco". Ela foi a primeira mulher indígena nativa a servir na Assembleia Espiritual Nacional dos Bahá'ís dos Estados Unidos e, até sua época, ocupou o cargo mais alto de qualquer indígena a servir. No mesmo ano, ela também foi coautora de um artigo "Os efeitos dos testes nos nativos americanos" para a Comissão Nacional de Testes e Políticas Públicas.

Durante o Parlamento de Religiões de 1993, ela estava entre aqueles que, como parte da delegação nativa e falando como delegada bahá'í junto com a então Conselheira Continental, Jacqueline Left Hand Bull, tentou fazer com que uma resolução fosse adotada pelo Parlamento chamada "Declaração de Visão dos Povos Indígenas Americanos de 1993" que dizia em parte:
Cem anos atrás, durante o Parlamento Mundial de Religiões de 1893, os Povos Originários profundamente religiosos do Hemisfério Ocidental não foram convidados. Ainda estamos aqui e ainda lutando para sermos ouvidos pelo bem de nossa Mãe Terra e de nossos filhos. Nossa sobrevivência espiritual e física continua ameaçada em todo o hemisfério, nos sentimos compelidos a pedir que você se junte a nós para restaurar o equilíbrio da humanidade e da Mãe Terra das seguintes maneiras:
1. Reconhecimento da miríade de mensageiros do Criador, o Grande Mistério, aos povos do Hemisfério Ocidental.
2. Apoio na promoção, preservação e manutenção de nossas línguas e culturas indígenas.

A resolução foi inicialmente adotada por uma votação quase unânime pelos delegados, mas acabou sendo anulada pelo Dr. David Ramage Jr., o presidente do Parlamento do Conselho na época, que anulou a votação por causa de um conflito sobre a Bula Inter caetera e o papel básico do Parlamento é discutir em vez de agir. O principal problema que os grupos indígenas tinham com a Bula Inter caetera era que ela defendia a subjugação cristã dos povos nativos e suas terras. Enquanto o Parlamento das Religiões de 1993 mostrou maior diversidade religiosa e cultural em comparação com a conferência anterior em 1893, a representação das religiões ainda era dominada por homens, e uma recusa em denunciar a Bula Inter caetera perturbou muitos dos participantes indígenas.
Em 1994, ela voltou em apoio à Lei de Liberdade Religiosa dos Indígenas Americanos em sua revisão posterior. Em 1995, Locke atuou como presidente do Caucus de Mulheres Indígenas na Quarta Conferência Mundial sobre Mulheres e representou a comunidade nacional bahá'í dos Estados Unidos, em Pequim. No início de 2001, foi convidada para dar uma palestra na Universidade de Maryland - a dela foi intitulada "Perspectivas das Mulheres Indígenas sobre a Unidade".
Locke morreu enquanto estava em Phoenix, capital do Arizona, em 20 de outubro de 2001, de insuficiência cardíaca  e foi enterrada nas proximidades de Paradise Valley. Seu neto, Anpao Duta Flying Earth, continua seu trabalho nos esforços de revitalização da língua indígena e no serviço à comunidade de nativos americanos. Desde 2016, Anpao Duta Flying Earth atua como Diretora Escolar da Native American Community Academy (NACA), localizada no Novo México. Em 2019, tornou-se diretora interino da NACA.

## Prêmios
Em 1991, Patricia Locke recebeu o MacArthur Genius Grant por seu trabalho na preservação das línguas nativas americanas. Na época em que Locke recebeu este prêmio, ela era a única mulher indígena da América do Norte a receber esta honra. O artista Hollis Sigler colaborou com Patricia Locke de 1998 a 1999 para criar uma peça intitulada 20 Years of Joy. Em 13 de outubro de 2001, apenas uma semana antes de Patricia Locke falecer, ela e seu filho Kevin Locke receberam o prêmio "Those Who Maek a Difference" concedido pelo Instituto de Língua Indígena (em inglês: ILI). Kevin Locke foi reconhecida como uma talentosa narradora de histórias e dançarina hoop que trabalhou para preservar a tradição Lacota ao lado de sua mãe.
Após o falecimento de Patricia Locke, em 2005, ela foi incluída no Hall da Fama das Mulheres da Nação. O prêmio reconheceu seu trabalho como educadora e especialista em língua Lacota, bem como seu trabalho na criação de várias faculdades administradas inteiramente por tribos Lacota. O National Women's Hall of Fame também destacou suas realizações trabalhando em comitês como a Assembleia Mundial das Primeiras Nações em 1982 e o Caucus de Mulheres Indígenas em 1985.
Em 2014, a National Race Amity Conference homenageou Patricia Locke com a Medalha de Honra. Antes deste prêmio, Locke havia sido homenageada pela Conferência Nacional de Amizade Racial, mas foi somente após sua morte que ela recebeu a Medalha de Honra.
Jacqueline Left Hand Bull comentou sobre ela: "(...) Tawacin Wastewin escolheu seguir um caminho de vida de serviço ao seu povo, que a princípio eram indígenas americanos, cresceu para incluir todos os povos indígenas e, no final de sua vida notável, cresceu para incluir toda a sua família humana (...) Tanto nas questões pessoais quanto na interação com o mundo ao seu redor, ela começou a trilhar um caminho que insistia na justiça. Para obter justiça, ela entendeu que o poder era necessário, e logo ficou claro que o verdadeiro poder é espiritual, não material (...)".
Em 2011, John Kolstoe publicou uma biografia intitulada Compassionate Woman: The Life and Legacy of Patricia Locke. Seu livro mostra tanto as realizações profissionais de Locke quanto suas conexões pessoais com a família.

## Fundação Patricia Locke
Em 2018, Kevin Locke criou a Fundação Patricia Locke, que visa educar povos e crianças indígenas sobre a importância de suas línguas ancestrais e conexões espirituais. A Fundação Patricia Locke também atua no apoio aos negócios liderados por mulheres indígenas, além de dar suporte jurídico aos povos indígenas quando necessário. Esta organização procura investir nas gerações mais jovens que acreditam que moldarão o futuro e transmitirão as tradições indígenas às gerações futuras.